# Cesare Franco (compositore)
Cesare Emmanuele Franco (Acquaviva delle Fonti, 25 febbraio 1885 – Bari, 21 gennaio 1944) è stato un compositore di musica sacra e organista italiano.

## Biografia
Nacque da Francesco Paolo Franco e Maria Rosa Squicciarini in una famiglia di musicisti: oltre al padre, si dedicarono alla musica anche i fratelli Peppino, prolifico poeta di versi dialettali, e Giacomo, fecondo compositore dilettante e suo vice nella direzione della Schola cantorum Caeciliana di Acquaviva, che lui stesso aveva fondato. Tra i parenti da annoverare anche Cesarino Franco, cugino di primo grado, figlio della sorella di sua madre, Aurelia Squicciarini.
Nella città natia visse gli anni dell'infanzia e della prima adolescenza, frequentando le scuole di grado inferiore. Fu avviato agli studi nel Seminario vaticano di Roma prima e all'Università Gregoriana dopo, ove conseguì la laurea in teologia e filosofia. Il 19 marzo 1908 fu ordinato sacerdote.
Musicalmente, invece, si formò da solo, aiutato in famiglia e da monsignor Raffaele Casimiri, che gli impartì alcune lezioni; tuttavia il Pontificio istituto di musica sacra di Roma, di cui era presidente padre Angelo De Santi, gli conferì ad honorem il diploma di magistero in composizione sacra. Fu vicedirettore della Cappella Sistina.
Su designazione di Lorenzo Perosi, nel 1912 fu chiamato a sostituire il maestro Pasquale La Rotella nella direzione della cappella di San Nicola di Bari, dove rimase circa 25 anni.
Ottimo educatore di voci puerili, seguì il Casimiri e la Polifonica romana, come vicedirettore, nelle prime tournée americane. Insegnò composizione al liceo musicale "Piccinni" di Bari, di cui fu uno dei fondatori.
Le sue composizioni ammontano a circa 100, fra cui i Canti dedicati a San Nicola. I primi tre canti sono maggiormente eseguiti durante le funzioni liturgiche della basilica di San Nicola. Salve, o Nicola fulgido, considerato il suo capolavoro, è una delle sue composizioni musicali più conosciute.